# Midnight Express
Midnight Express is een Amerikaanse film uit 1978 van regisseur Alan Parker. De film won twee Oscars, en is gebaseerd op het gelijknamige boek van Billy Hayes over zijn ervaringen in een Turkse gevangenis. Hij heeft later zelf de film afgedaan als een verdraaiing van zijn boek en van de werkelijkheid. Tijdens een persconferentie in 2007 in Istanbul heeft hij zijn excuses aan het Turkse volk gemaakt toen hij voor het eerst na zijn ontsnapping terugkwam in Turkije. Ook scriptschrijver Oliver Stone bood in Turkije zijn excuses aan voor de overdreven dramatisering van het script.

## Verhaal
Op 6 oktober 1970 wordt de Amerikaanse Billy Hayes (Brad Davis) gearresteerd nadat hij drugs uit Turkije wilde smokkelen.
Hij krijgt een gevangenisstraf van vier jaar en twee maanden. Hayes wordt naar de Turkse Sağmalcılar-gevangenis gestuurd, waar hij zijn straf zal gaan uitzitten. Na zijn aankomst raakt hij al snel bevriend met twee andere Amerikaanse gevangenen (Randy Quaid en John Hurt), en bedenken ze een ontsnappingsplan. Dit werd echter al snel ontdekt door een informant voor de gevangenis. Met nog 54 dagen te gaan, wordt in hoger beroep, ingesteld door de officier van justitie, zijn straf omgezet in smokkelen en krijgt hij 30 jaar. Zijn psychische en fysieke gezondheid gaat steeds sneller achteruit. Dit komt mede door de mishandeling door de gevangenisbewaarders en het hoofd van de gevangenis (Paul L. Smith). Omdat hij in zijn woedeaanval Rifki de informant vermoordt, wordt hij overgeplaatst naar een psychiatrische afdeling binnen de gevangenis. Op die afdeling gaat zijn gezondheid nog verder achteruit en probeert hij het hoofd van de gevangenis om te kopen. Deze poging mislukt ook en Hayes wordt meegenomen naar een kamertje waar het hoofd Hayes poogt te verkrachten. Na afweer van Hayes komt het hoofd ongelukkig ten val en wordt daarbij door een kapstok gespiest in zijn nek waardoor hij bezwijkt. Daarna trekt Hayes het uniform van het hoofd aan en loopt hij zonder enige problemen uit de gevangenis. Hij komt op 25 oktober 1975 veilig aan op Amerikaanse grond.

## Rolverdeling
| Acteur          | Personage                |
| --------------- | ------------------------ |
| Brad Davis      | Billy Hayes              |
| Bo Hopkins      | Tex                      |
| Randy Quaid     | Jimmy Booth              |
| John Hurt       | Max                      |
| Paul L. Smith   | Hamidou (als Paul Smith) |
| Irene Miracle   | Susan                    |
| Paolo Bonacelli | Rifki                    |
| Norbert Weisser | Erich                    |
| Mike Kellin     | Mr. Hayes                |
| Franco Diogene  | Yesil                    |
| Michael Ensign  | Stanley Daniels          |
| Gigi Ballista   | Hoofdrechter             |
| Kevork Malikyan | Aanklager                |
| Peter Jeffrey   | Ahmet                    |

## Verschillen tussen het boek en de film
Er is een aantal verschillen tussen het boek en de film:
- In de film is hij samen met zijn vriendin in Turkije. In het boek is hij echter alleen.
- Billy Hayes wordt in het boek niet verkracht. Een poging daartoe gebeurt echter wel in de film.
- De scène waar hij ondersteboven wordt mishandeld komt niet in het boek voor.
- In de film is hij niet bevriend met Turkse gevangenen, terwijl dit in het boek wel zo is.
- Billy Hayes heeft de bewaker niet vermoord. Hij is op een klein bootje in de nacht ontsnapt. De bewaker is door een andere gevangene vermoord en buiten de gevangenis door kogels om het leven gekomen.
- In zowel het boek als de film wordt Billy Hayes op zijn eerste smokkeltocht gepakt. In een interview voor National Geographic's 'The Real midnight express' erkende Billy echter dat hij al eerder ladingen hasj had verscheept vanuit Turkije.

## Beeld van Turkije
Tijdens het filmfestival van Cannes in 1999 werd Hayes geïnterviewd over de film. Daarin zegt hij dat hij het heel jammer vindt dat het Turkse volk zo wordt neergezet. Ook geeft hij in het interview aan dat hij graag weer eens naar Turkije zou willen. Interpol heeft hem echter gewaarschuwd dit niet te doen.
In 2007 ging hij alsnog terug naar Turkije. Dit was voor de tweede editie van de Conference on Democracy and Global Security. Tijdens een persconferentie heeft hij zijn excuses aangeboden aan het Turkse volk.

## Oscars

### Gewonnen
- Beste Originele muziek
- Beste Script (bewerking van het boek)

### Genomineerd
- Academy Award voor Beste Mannelijke Bijrol
- Academy Award voor Beste Regisseur
- Beste Filmmontage
- Academy Award voor Beste Film

## Filmlocaties
De Turkse overheid gaf geen toestemming om de film op te nemen in Turkije, daarom is de film opgenomen op verschillende plekken, en landen. De film is onder andere opgenomen in Malta en Libië.

## Trivia
- In de humoristische parodie-film Airplane! (Flying High!) maakt piloot Clarence Oveur (gespeeld door Peter Graves) een aantal opmerkingen, waaruit blijkt dat hij een grote voorliefde voor mannen heeft. Eén ervan maakt hij naar een jeugdige passagier die op dat moment de cockpit bezoekt: "Joey, have you ever been in a Turkish prison?" (Joey, ben je ooit in een Turkse gevangenis geweest?)